# Santa Maria del Fiore
Santa Maria del Fiore (italsky (Dóm) Panny Marie Květné) neboli florentský dóm (duomo di Firenze) je katedrála římskokatolické  florentské arcidiecéze započatá na konci 13. století architektem Arnolfem di Cambio a dokončená v roce 1436 monumentální renesanční kopulí od Filippa Brunelleschiho. Je dominantou Florencie a jednou z nejvýznamnějších architektonických památek světa, součástí Světového kulturního dědictví UNESCO. Ke katedrále patří volně stojící Giottova zvonice (Campanilla), nejdůležitější Giottovo architektonické dílo, a neméně slavná křestní kaple Baptisterium San Giovanni.

## Historie

### Santa Reparata
Na místě západní části lodi dnešní katedrály stával románský kostel Santa Reparata, poprvé postavený na přelomu 4. a 5. století, později za válek s Byzancí zničený a někdy během 7.–9. století znovu postavený. Při zahájení výstavby katedrály bylo pouze zbořeno průčelí starého kostela. Nová stavba postupně obklopila původní budovu, v níž se až do roku 1375 konaly běžně bohoslužby. Poté byla Santa Reparata zbourána.
Roku 1966 byly objeveny pozůstatky kostela v podzemí dómu, restaurovány a otevřeny pro veřejnost. Návštěvník zde může zhlédnout zachované fresky, náhrobní desky a také náhrobek stavitele kupole Filippa Brunelleschiho.

### Nová katedrála

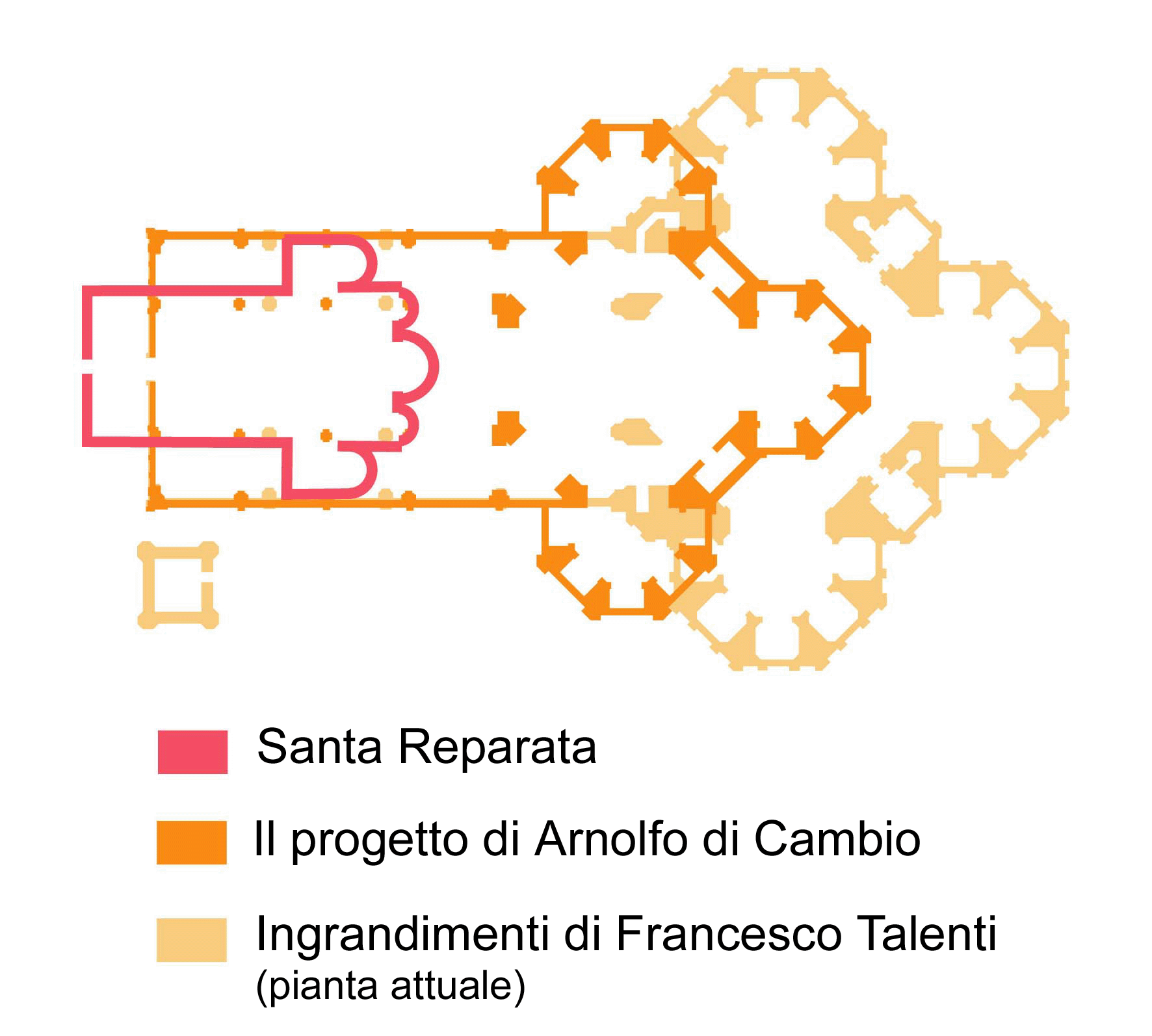
Schéma se zákresem původní baziliky, původní Cambiúv plán i Talentiho rozšíření

Stavba florentské katedrály byla zahájena na zakázku Florentské republiky dne 8. září 1296 podle návrhů významného architekta Arnolfa di Cambio, a to na místě, kde stál původní kostel Santa Reparata. Po Arnolfově smrti v roce 1302 byly práce na 30 let přerušeny. Poté bylo pokračování díla svěřeno Giottovi di Bondone, který však pouze navrhl projekt vedle stojící zvonice (Giottova kampanila). Stavba se opět rozběhla až roku 1357 podle plánů Francesca Talentiho, který Cambiovy plány výrazně změnil. Jeho dílem jsou mohutné křížové žebrové klenby ve všech lodích i plán vytvořit nad křížením ohromnou kupoli o šířce všech tří lodí. Rozšíření se dočkal i chór. Podélný trakt byl dokončen roku 1378. Čtyři pole hlavní lodi mají rozměry 20 × 20 metrů a výšku 40 metrů. Interiér proto působí nesmírně pádným, monumentálním dojmem. V roce 1386 byly budovány základy chórového závěru a roku 1389 byly budovány pilíře křížení. V roce 1413 byl proveden tambur kupole a vynořila se otázka její technické realizace.
Na realizaci kupole byla počátkem 15. století vypsána architektonická soutěž, již vyhrál Filippo Brunelleschi. Dvouplášťová osmiboká kupole, kterou postavil v letech 1420–1434, byla a je dosud považována za zázrak stavební techniky. Byla postavena zvenčí dovnitř, z cihel kladených ve vzoru rybí kosti bez použití lešení. Její rozpětí činí 41,97 m. To znamená, že byla dlouho třetí největší stavbou svého druhu na světě (rozpětí kupole svatopetrské baziliky v Římě je o 60 cm širší, základna kupole Pantheonu pak činí 43,22 m – tyto rozměry byly překonány teprve v moderní době, při stavbě Haly století ve Vratislavi roku 1913).
25. března 1436 byla katedrála zasvěcena papežem Evženem IV. Panně Marii. Papež tehdy pobýval delší dobu ve Florencii. Poté v dómu zasedal v letech 1438–1439 basilejsko-ferrarsko-florentský koncil, který osobně navštívil byzantský císař Jan VIII. a konstantinopolský patriarcha Josefos. V červnu 1439 tu byla uzavřena církevní unie.
Roku 1478 byl z podnětu rodiny Pazziů spáchán v bazilice atentát na Medicejské. Lorenzovi Nádhernému se podařilo uniknout, ale jeho bratr Giuliano byl zabit.

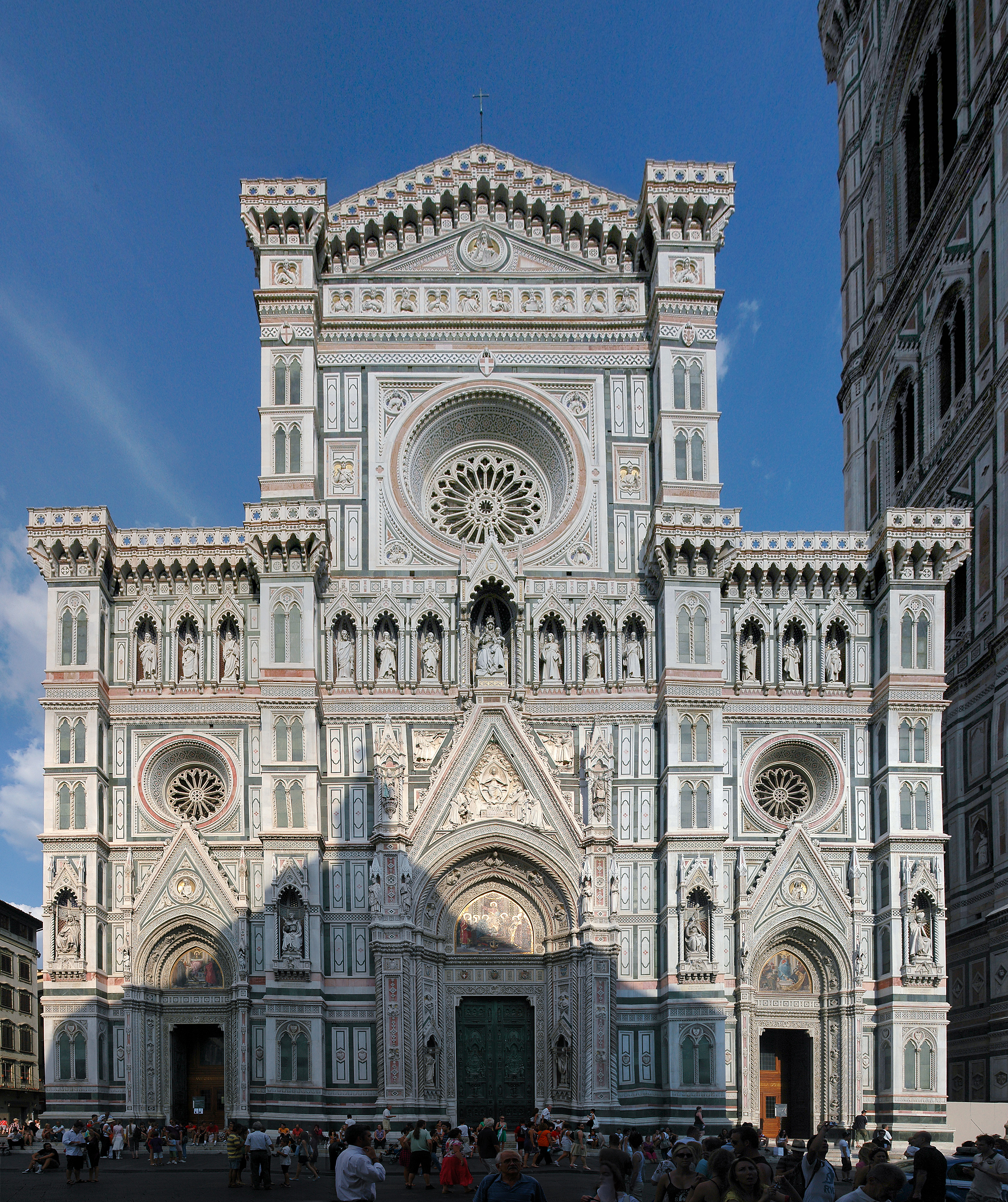
Průčelí katedrály

Roku 1587 bylo zbořeno nedokončené průčelí katedrály, které stavěl di Cambio. Poté byla vypsána řada konkursů na jeho dostavbu, ale teprve roku 1871 byl schválen návrh architekta Emilia de Fabris, jenž respektoval historický vzhled katedrály. Novogotická přední fasáda byla dokončena v roce 1887. Stejně jako pro ostatní stěny je také pro chrámové průčelí typické obložení třemi druhy mramoru: bílým z Carrary, zeleným z Prata a růžovým z Maremma, a navíc bohatá figurální výzdoba.

## Interiér

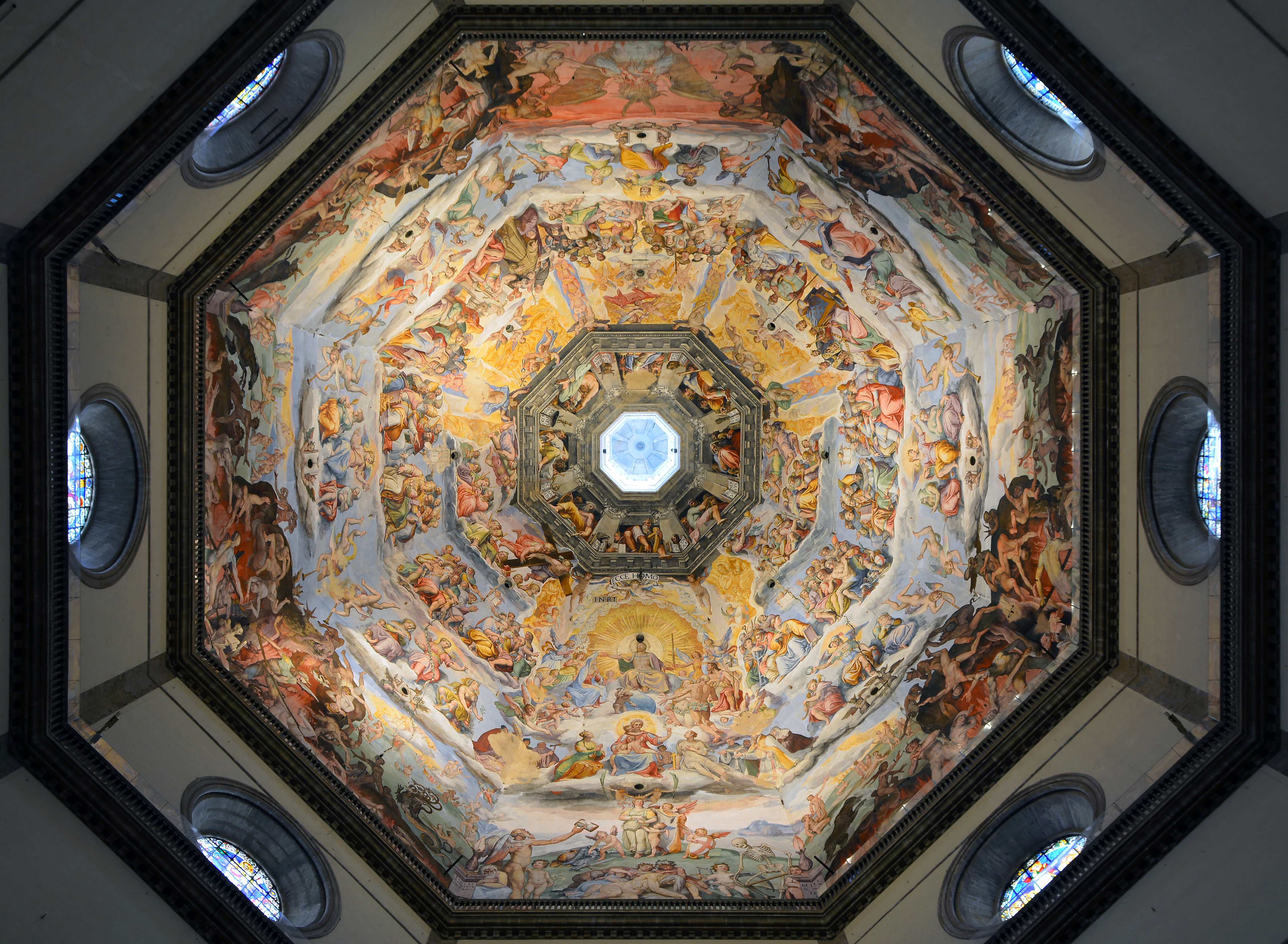
Kupole chrámu

Prostorná katedrála je pátým největším chrámem na světě. Její délka činí 153 m, šířka 38 m, 90 m v příčné lodi, dóm pojme 25 tisíc návštěvníků.
Střízlivý, světle omítnutý interiér je typickým projevem italské gotiky. Také vnitřní prostor kupole měl podle Bruneleschiho plánů zůstat bez malířské výzdoby nebo dekorace. V letech 1572–1579 však provedli Giorgio Vasari a po jeho smrti Federico Zuccari freskovou výzdobu. V minulých dvou stoletích bylo proto často uvažováno o jejím odstranění.
Na pravé stěně dómu stojí za povšimnutí medailón s poprsím Bruneleschiho, vlevo Danteho portrét od Domenica di Michelino. Básník je na něm zobrazen na pozadí Florencie (panorama s chrámovou kopulí za jeho života ovšem neexistovalo) a s Božskou komedií v ruce.